# Vrh pri Višnji Gori
Vrh pri Višnji Gori is een plaats in Slovenië en maakt deel uit van de gemeente Ivančna Gorica in de NUTS-3-regio Osrednjeslovenska. De plaats telde 148 inwoners op 1 januari 2020.